# Kyōhei Yoshino
Kyōhei Yoshino (jap. 吉野 恭平, Yoshino Kyōhei; * 8. November 1994 in Sendai, Präfektur Miyagi) ist ein japanischer Fußballspieler.

## Karriere
Kyōhei Yoshino erlernte das Fußballspielen in der Jugendmannschaft von Tokyo Verdy. Hier unterschrieb er 2013 auch seinen ersten Profivertrag. Der Verein, der in der Präfektur Tokio beheimatet ist, spielte in der zweithöchsten Liga des Landes, der J2 League. Für Verdy absolvierte er neun Zweitligaspiele. 2014 wechselte er zum Erstligisten Sanfrecce Hiroshima nach Hiroshima. Von 2014 bis 2015 spielte er fünfmal in der J.League U-22 Selection. Diese Mannschaft, die in der dritten Liga, der J3 League, spielte, setzte sich aus den besten Nachwuchsspielern der höherklassigen Vereine zusammen. Das Team wurde mit Blick auf die Olympischen Sommerspiele 2016 in Rio de Janeiro gegründet. Die Auswahl der Spieler erfolgte auf wöchentlicher Basis aus einem Pool, für den jeder Verein förderungswürdige Talente benennen konnte; die Zusammensetzung der Mannschaft variierte daher sehr stark von Spiel zu Spiel. Sein ehemaliger Verein Verdy lieh in von Februar 2014 bis August 2014 aus. Für Verdy stand er 14-mal in der zweiten Liga auf dem Spielfeld. Der Zweitligist Kyōto Sanga aus  Kyōto lieh ihn von Juli 2016 bis Januar 2018 aus. 48-mal trug er das Trikot von Kyōto in der zweiten Liga. Für Hiroshima spielte er von 2014 bis 2019 insgesamt 36-mal in der ersten Liga, der J1 League. 2015 feierte er mit Hiroshima die japanische Fußballmeisterschaft, 2018 wurde er Vizemeister. Den Supercup gewann er mit dem Club 2016. Das Spiel gegen Gamba Osaka gewann man mit 2:1. 2020 unterschrieb er in Sendai einen Vertrag beim Ligakonkurrenten Vegalta Sendai. Am Saisonende 2021 belegte er mit dem Verein aus Sendai den neunzehnten Tabellenplatz und musste in zweite Liga absteigen. Nach 68 Ligaspielen wechselte er im Januar 2023 zum Erstligaaufsteiger Yokohama FC. Am Ende der Saison 2023 musste er mit dem Verein aus Yokohama als Tabellenletzter in die zweite Liga absteigen. Nach dem Abstieg verließ er den Verein und ging nach Südkorea. Hier schloss er sich dem Erstligisten Daegu FC an.

## Erfolge
Sanfrecce Hiroshima
- Japanischer Meister: 2015
- Japanischer Vizemeister: 2018
- Japanischer Supercup-Sieger: 2016